# معهد راسل بيري لتكنولوجيا النانو
معهد راسل بيري لتكنولوجيا النانو (آر بي إن آي) تأسس في يناير عام 2005 وكان ثمرة جهد مشترك بين مؤسسة راسل بيري، وحكومة إسرائيل، والتخنيون، معهد إسرائيل للتكنولوجيا. وهو أحد أكبر البرامج الأكاديمية في إسرائيل، ومن بين أكبر مراكز تكنولوجيا النانو في العالم.
البروفيسور يشعياهو تالمون من كلية التخنيون للهندسة الكيميائية هو مدير آر بي إن آي منذ عام 2010، حين تولى المنصب بعد البروفيسور يوري سيفان.
يضم معهد آر بي إن آي أكثر من 110 من أعضاء هيئة التدريس وما يقارب 300 طالب دراسات عليا وزملاء ما بعد الدكتوراه تحت إشرافه في التخنيون. تمتد أنشطته متعددة التخصصات إلى 14 كلية مختلفة.

## مجالات البحث
مجالات البحث الرئيسية هي المجالات المختلفة لعلم النانو وتكنولوجيا النانو: الإلكترونيات النانوية، وبصريات النانو، والمواد النانوية، وميكانيكا النانو، وطب النانو.

## المرافق

### المراكز الخاصة والمرافق التعاونية
يحتوي المعهد على مركز سارا وموشي زيسابيل للإلكترونيات النانوية، المُجهز بغرف نظيفة حديثة ومختبرات فردية. وهو يكمل مركز ولفسون للإلكترونيات الدقيقة مع ما يقارب 700 متر مربع من الغرف النظيفة.
بالتعاون مع مركز تخنيون لوري آي لوكي لعلوم الحياة والهندسة، استثمر معهد آر بي إن آي في المعدات التي تسهل التوصيف الميكانيكي المتقدم للأنسجة والدعامات النسيجية ومعالجتها، والريولوجيا الحيوية.

### الأجهزة والمعدات استثنائية
يحتوي المعهد على مجهر إلكتروني نافذ (تي إي إم) (بدقة تبلغ 0.07 نانومتر)، وتي إي إم إضافي، ومجهر إلكتروني ماسح بيئي (إي إس إي إم)، ومرافق متقدمة لإعداد العينات تتضمن شعاعًا أيونيًا ثنائي التركيز. يوجد الآن أيضًا مجهر إلكتروني نافذ بردي (كرايو تيم) جديد ومجهر إلكتروني ماسح بردي عالي الدقة جديد. يتوفر أيضًا مجهر أنبوبي ماسح(إس تي إم) ذو تفريغ عالٍ، ومجهر ضوئي ماسح للمجال القريب (إن إس أو إم)، ومطياف زمن طيران الكتلة الأيونية الثانوي (تي أو إف إس آي إم إس).
جُمعت معدات تحديد الخصائص الغروانية والجزيئية تحت سقف واحد، واستُكملت بقدرات تشتت الأشعة السينية وحيودها بزاوية صغيرة، بالإضافة إلى قدرات التحليل الطيفي في المحلول.
رُكب عنقود حواسيب فائقة لتسهيل الحوسبة المتوازية، وهو يقدم الخدمات للباحثين من عدة كليات.

## برنامج الدراسات العليا
أُطلق برنامج نورمان سايدن للدراسات العليا متعدد التخصصات في علم النانو وتكنولوجيا النانو في أكتوبر عام 2005، وتوسّع في أكتوبر عام 2006 ليشمل برنامج الدكتوراه.
يشمل العلم الذي يتضمن الأنظمة النانومترية والتكنولوجيا المستمدة منها تقاربَ المعرفة من العديد من المجالات. يقدم البرنامج منهجًا أساسيًا يعرّف الطلاب على المجالات المتنوعة لعلوم النانو ويزودهم بالمعرفة اللازمة في علوم الحياة (علم الأحياء والطب)، والعلوم الدقيقة (الكيمياء والفيزياء)، والهندسة (هندسة المواد، والهندسة الكهربائية، والكيميائية، والميكانيكية، والطبية الحيوية، والتكنولوجيا الحيوية، وغيرها).
يتلقى الطلاب منهجًا واسعًا يغطي مواضيع من علوم الحياة، والعلوم الفيزيائية، والهندسة، ويعكس المنهج الفردي الخلفية الفردية للطالب. يتطلب التعليم الواسع خمسة فصول دراسية للماجستير مقارنةً بالفصول الأربعة المعتادة، مع تخصيص الفصلين الأولين لسد الثغرات في الخلفية المطلوبة. في عام 2010، أضاف معهد آر بي إن آي برنامجه الدولي للخريجين في علم النانو وتكنولوجيا النانو.

## المدارس الشتوية
تجذب مدارس آر بي إن آي الشتوية في علم النانو وتكنولوجيا النانو مشاركين من جميع أنحاء العالم. بعد نجاح المدرسة الشتوية لعام 2008، عُقدت المدرسة الشتوية الثانية في فبراير عام 2010 في عين جدي بالقرب من البحر الميت. نُظمت كلتاهما من قبل لجنة مخصصة من 15 محاضرًا، وما يقارب 140 طالبًا من خريجي التخنيون والمؤسسات الأكاديمية الإسرائيلية الأخرى.

## الروابط مع الصناعة
إن تعزيز الاتصالات مع الصناعة الإسرائيلية هو أولوية مُعلنة لمعهد آر بي إن آي. عُقدت عشرات الاجتماعات مع الشركات على مدى السنوات الخمس الماضية، بما في ذلك الأيام المفتوحة مع شركات مثل إنتل، وآي بي إم، وإلبيت، والصناعات الجوية الإسرائيلية (آي إيه آي)، والمواد التطبيقية، وغيرها.
خدم الاستثمار في المعدات الرأسمالية في المعهد ما يقارب 120 مجموعة بحثية من الصناعة التي استخدمت هذه المعدات على مدى السنوات الخمس الماضية. أُطلق ما يقارب 110 مشاريع تعاونية مع الصناعة عبر برامج مثل مغنطون، ونوفار، والمشاركة في ائتلافات ماغنيت، والمشاركة في مشاريع الدفاع، وغيرها. قدم آر بي إن آي أكثر من 104 طلبات براءات اختراع.